# Johannes Drimys
Johannes Drimys (mittelgriechisch Ἰωάννης Δριμύς; † nach 1305) war ein byzantinischer Usurpator gegen Kaiser Andronikos II.

## Leben
Nach der Rückeroberung von Konstantinopel 1261 hatte Kaiser Michael VIII. Palaiologos den rechtmäßigen Thronfolger Johannes IV. blenden und in einer Burg am Marmarameer einsperren lassen. 1305 tauchte in Konstantinopel ein vorgeblicher Priester aus Epirus auf, der sich Johannes Drimys nannte und von sich behauptete, ein Abkömmling der Laskariden zu sein. Offenbar gab er sich für den 44 Jahre zuvor abgesetzten Johannes IV. aus, der etwa um diese Zeit in der Gefangenschaft starb.
Drimys organisierte im Winter 1305/1306 eine Verschwörung mit dem Ziel, Kaiser Andronikos II., den Sohn Michaels VIII., zu stürzen. Hierfür suchte er die Unterstützung der Arseniten, die Andronikos’ II. Herrschaft für illegitim hielten, ferner der Katalanischen Kompanie, der Türken, Ungarn und Wlachen. Schließlich wurde Drimys auf einer Synode durch Patriarch Athanasios I. seines Priesteramtes enthoben und in die Verbannung geschickt. Die arsenitischen Geistlichen wurden auf Befehl des Kaisers mitten im kalten Winter aus ihrem Kloster in Konstantinopel vertrieben.
Umstritten ist, ob Drimys mit einem bei Athanasios erwähnten (Mit-?)Verschwörer Glykys zu identifizieren ist, der zur gleichen Zeit in Konstantinopel auftrat.